# Uloborus ferokus
Uloborus ferokus là một loài nhện trong họ Uloboridae.
Loài này thuộc chi Uloborus. Uloborus ferokus được miêu tả năm 1979 bởi Bradoo.